# Нина Хрушчова
Нина Петровна Хрушчов (рус. Нина Петровна Хрущёва, Кухарчук; рођена 14. априла 1900, умрла 13. августа 1984. године) је била супруга познатог совјетског политичара и председника СССР-а Никите Хрушчова. Била је прва жена неког Совјетског лидера која је путовала по свету.

## Биографија
Нина је рођена у украјинској сеоској породици у селу Василив у царској Русији. После трогодишње школе у свом селу уписала је школу у Лубину, а након тога у Одеси где је похађала школу до 1919. Почетком 1920. се прикључила бољшевицима и постваљена је као агитатор на фронту. Исте године одлази у Москву да настави студирање. 1921. године постаје наставница у школи комунистичке партије у Бахмуту, али се убрзо разболела од тифуса. Након излечења наставља да ради у сличној школи у Доњецку где је 1922. године упознала Никиту Хрушчов, са којим је провела остатак живота.
1926. године се враћа у Москву, да би проучавала политичку економију. Након тога је предавала у партијској школи у Кијеву. Ту је 1929. родила прво дете Раду, али се бринула и за двоје деце из Никитиног првог брака. 1930. са Никитом се поново враћа у Москву где је родила Сергеја и Елену. 1938. године Хрушчов је именован за првог секретара Комунистичке партије Украјине, а његова породица се вратила у Кијев, али је само три године касније евакуисана у Самару због немачке инвазије на Совјетски Савез. 
Након што је Хрушчов постао совјетски лидер 1953. године, Нина је постала прва дама Совјетског Савеза, положају који није постојао са претходним совјетским лидерима. За разлику од својих претходника она је пратила Хрушчова на страним путовањима, учествовала је у званичним догађајима и била је фактички организатор приватног живота Хрушчова. Комуницирала је на пет језика: руском, украјинском, пољском, француском и енглеском језику. Званично су венчани тек 1965. године када је Хрушчов пензионисан. Умрла је 13. августа 1984. године у 84. години живота.